# Eburodacrys vespertina
Eburodacrys vespertina är en skalbaggsart som beskrevs av Monné och Martins 1973. Eburodacrys vespertina ingår i släktet Eburodacrys och familjen långhorningar. Inga underarter finns listade i Catalogue of Life.